# 布朗寧山
74°37′S 164°3′E / 74.617°S 164.050°E
布朗寧山（英語：Mount Browning），是南極洲的山峰，位於維多利亞地的斯科特海岸，處於迴旋鏢冰川終點附近，海拔高度760米，由英國探險隊繪入地圖，現時由南極條約體系管理。